# United States Medical Center for Federal Prisoners

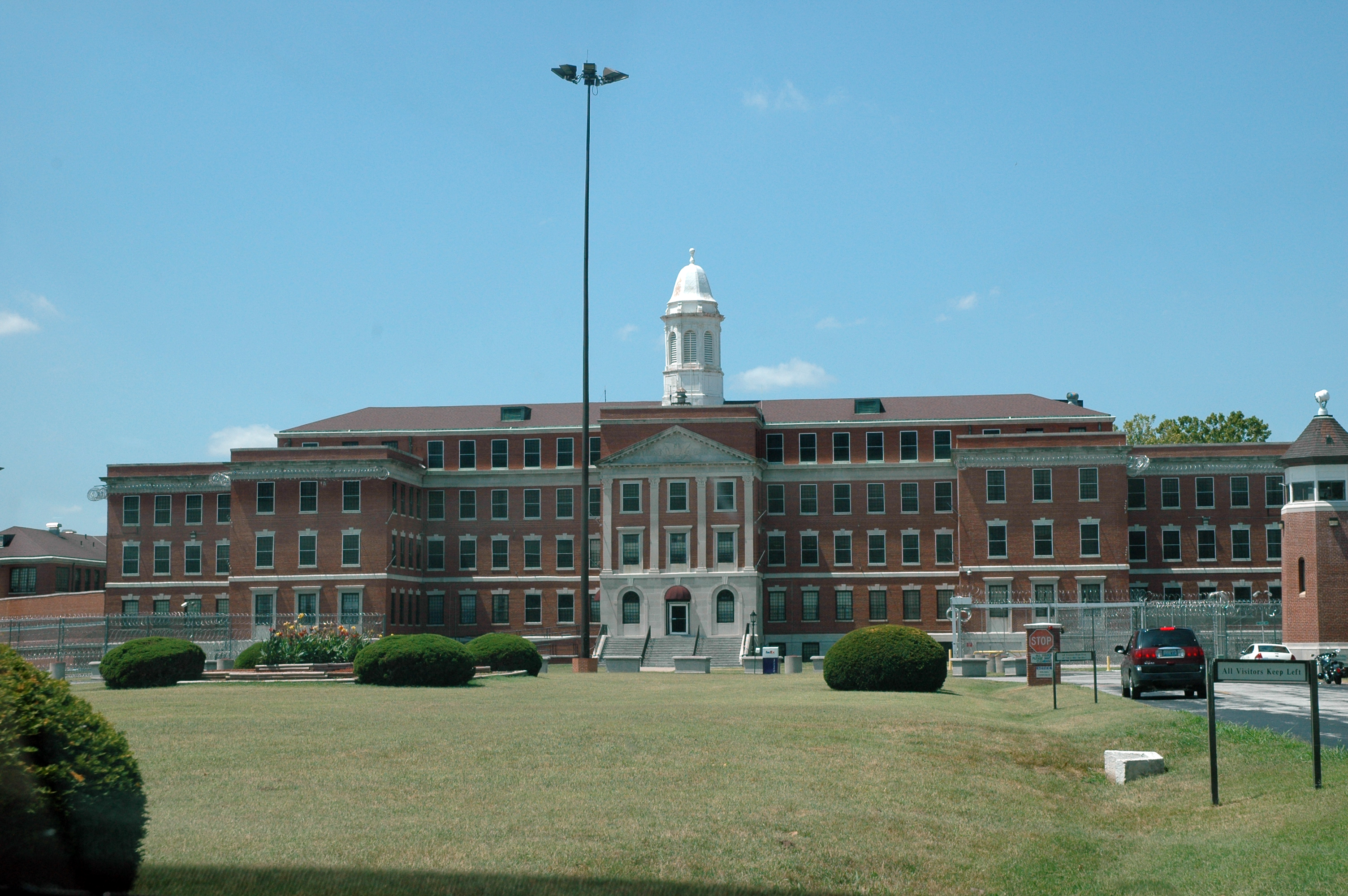
United States Medical Center for Federal Prisoners

Das United States Medical Center for Federal Prisoners ist ein Gefängniskrankenhaus für Insassen der US-amerikanischen Bundesgefängnisse.
Es liegt in Springfield, Missouri an der Kreuzung der West Sunshine Street (Missouri Route 413) und dem Kansas Expressway (Missouri Route 1). Das Medical Center wird vom Justizministerium der Vereinigten Staaten betrieben und für dieses vom Federal Bureau of Prisons verwaltet. Es ist eines von sechs Krankenhäusern, die sich um die Behandlung von Gefangenen der Bundesgefängnisse kümmern.

## Geschichte
Die Einwohner von Springfield traten der Bundesregierung Land ab, damit diese das Gefängnis bauen konnte. Im Jahre 1930 beschloss der Kongress den Bau des Gefängnisses, 1933 begann der Betrieb. In den Jahren 1941, 1944 und 1959 gab es Revolten von Gefangenen.

## Bekannte Insassen
| Name                              | Nummer    | Status                                                   | Details |
| --------------------------------- | --------- | -------------------------------------------------------- | --- |
| Joseph Bonanno                    | 07255-008 | Entlassen 1986                                           | Kopf der Bonanno-Familie |
| Anthony Corallo                   |           | Starb hier 2000                                          | Kopf der Lucchese-Familie |
| Larry Flynt                       | 78407-012 | Entlassen 1984                                           | Beleidigung des Gerichts, psychologische Untersuchung                                                                                           |
| Clayton Fountain                  | 89129-132 | Starb 2004                                               | Ermordete drei Mithäftlinge und einen Vollzugsbeamten im United States Penitentiary Marion; wurde bis zu seinem Tod in Isolationshaft gehalten. |
| Vito Genovese                     |           | Starb 1969                                               | Kopf der Genovese-Familie |
| Vincent Gigante                   | 26071-037 | Starb 2005                                               | Kopf der Genovese-Familie |
| John Gotti                        | 18261-053 | Starb 2002                                               | Kopf der Gambino-Familie |
| Randy Lanier                      | 04961-069 | Entlassen 2015                                           | Drogenhändler |
| Manuel Noriega                    | 38699-079 | Ehemaliger Machthaber Panamas                            | Drogenhandel und Geldwäsche |
| José Padilla                      | 20796-424 | Wurde ins ADX Florence, Colorado verlegt.                | Verschwörung zum Mord und Entführung |
| Leonard Peltier                   | 89637-132 | wurde ins United States Penitentiary, Lewisburg verlegt. | Mörder zweier FBI-Agenten |
| Jonathan Pollard                  | 09185-016 | Wurde ins Federal Correctional Complex, Butner verlegt.  | Spion Israels |
| Jared Lee Loughner                | 15213-196 | Wurde wegen Verhandlungsunfähigkeit ins USMCFFP verlegt. | Ermordete sechs Menschen |
| Umar Abd ar-Rahman                | 34892-054 | Wurde ins FMC Butner, North Carolina verlegt             | Verschwörung zu einem Sprengstoffanschlag |
| Anastassi Andrejewitsch Wonsjazki |           | Entlassen 1946                                           | Gemeinsam mit Mitgliedern des Amerikadeutschen Bundes vom FBI verhaftet und der Unterstützung deutscher Geheimagenten angeklagt                 |
| Anthony Salerno                   |           | starb am 29. Juli 1992 eines natürlichen Todes           | Boss der Genovese-Familie |

## In der Fiktion
In der Fernsehserie Die Sopranos wird der Gangster John „Johnny Sack“ Sacramoni ins MCFP Springfield gebracht, wo er stirbt.